# Philips Records
Philips Records – holenderska wytwórnia płytowa, założona w 1946 roku, wydająca płyty od 1950 roku. W 1998 roku, po wcześniejszych przekształceniach organizacyjnych, została częścią Universal Music Group.

## Historia
Philips Records była wytwórnią płytową założona przez holenderską firmę elektroniczną Koninklijke Philips B.V. w 1950 roku. Wydawała licencjonowane produkty amerykańskiej wytwórni Columbia Records. W 1958 roku firma Philips utworzyła spółkę zależną Fontana Records powierzając kierownictwo nad nią Jackowi Baverstockowi. Pierwsze wydane przez nią single były odtwarzane z prędkością 78 obr./min. Wśród artystów znalazły się takie nazwiska jak: Jimmy Jaques (nr kat. TF100), Tommy Reilly, Al Saxon, oraz kilka nagrań Columbii, w tym takich artystów jak: Frank Sinatra, Johnny Mathis, Marty Robbins i Screamin’ Jay Hawkins. W 1961 roku Philips Records wspierał Columbię Records w utworzeniu CBS Records. W 1962 roku Philips Records i Deutsche Grammophon utworzyły spółkę joint venture Gramophon-Philips Group.
Ostatnie swoje single i albumy na rynku amerykańskim wytwórnia Philips wydała w marcu 1962 roku, później jej repertuar przejęła CBS Records. Amerykańska filia Philipsa w II połowie lat 60. odegrała znaczącą rolę w promowaniu rocka garażowego i rocka psychodelicznego, a jej największym sukcesem było spopularyzowanie zespołu Blue Cheer.
W 1972 roku Philips, Fontana, Philips Records oraz nowo powstały Vertigo Records zostały połączone w nową firmę o nazwie Phonogram Records. W 1980 roku Phonogram i Polydor Records postanowiły połączyć się w PolyGram Records. W ramach nowej firmy PolyGram postanowił zaprzestać działalności Philipsa jako wytwórni pop i rock w Wielkiej Brytanii i w większej części Europy, choć nadal często wydawał płyty pod marką Philipsa we Francji i Azji Południowo-Wschodniej.
W 1984 roku rozpoczęto wydawanie na płytach CD klasycznego katalogu Philipsa jako: Digital Classics, Legendary Classics, Silver Line Classics i Concert Classics, uszeregowanych zgodnie ze strukturą cen detalicznych – od najdroższych, Digital Classics (typ nagrań DDD), do najtańszych, Concert Classics (typ nagrań ADD). W 1999 roku Philips Classics został wchłonięty przez Decca Music Group, a działalność nagraniowa i masteringowa Philipsa w Holandii została zamknięta. Byli pracownicy kupili Philips Recording Center w Baarn w Holandii i założyli firmę nagrywającą i masteringową Polyhymnia International  oraz Pentatone Records, która specjalizuje się w wydawnictwach SACD. Wiele klasycznych nagrań Philipsa zostało ponownie wydanych pod szyldem Eloquence.
W 1998 roku Philips Records stał się częścią Universal Music Group.

## Artyści
- Blue Cheer
- Shirley Bassey
- David Bowie (Space Oddity)
- James Brown
- J.J. Cale
- Crystal Grass
- Cymande
- Klaus Doldinger
- Dusty Springfield
- Ekseption
- Focus
- Four Seasons
- France Gall
- Gilberto Gil
- Dizzy Gillespie
- Gong
- Johnny Hallyday
- Screamin’ Jay Hawkins
- Woody Herman
- Julio Iglesias
- Mahalia Jackson
- Billy Joel
- Kraftwerk
- Giorgio Laneve
- Le Orme
- Michel Legrand
- Magma
- Manfred Mann
- Paul Mauriat
- Gerry Mulligan
- Mystic Moods Orchestra
- Nazareth
- New Seekers
- The Nice
- Ester Ofarim
- Paul & Paula
- Krzysztof Penderecki (Actions)
- Ramones
- Rare Bird
- Elis Regina
- Rita Reys
- Catherine Ribeiro
- Nina Simone
- The Swingle Singers
- Frankie Valli
- Van der Graaf Generator
- The Walker Brothers
- Scott Walker
- Barry White
- Marty Wilde
- Monica Zetterlund[3]